# Nihon Montoku Tennō Jitsuroku
Nihon Montoku Tennō Jitsuroku (日本文徳天皇実録, "A Verdadeira História do Imperador Montoku do Japão"), é uma obra da história do Japão.

## Conteúdo
Escrito no estilo Kanbun e contido em dez volumes, o conteúdo cobre nove anos do reinado do imperador Montoku, de 850 a 858. O texto é característico por conter poucos detalhes políticos, mas muitos obituários sobre nobres.